# Elecciones legislativas de Puerto Rico de 2024
Las elecciones legislativas de Puerto Rico de 2024 se llevaron a cabo el 5 de noviembre para renovar la totalidad de ambas cámaras de la Asamblea Legislativa (Cámara de Representantes y Senado), para el ciclo 2025-2029.

## Sistema electoral
En esta elección se renovaron por completo ambas cámaras de la Asamblea Legislativa. En el Senado se eligieron 27 senadores, 16 de estos por ocho distritos que eligen cada uno 2 senadores y 11 por acumulación (lista nacional). A la misma vez se eligieron 51 representantes. 40 de estos en distritos de un solo miembro y 11 por acumulación (lista nacional). En cada una de las circunscripciones salen electos los candidatos que más votos obtengan. 

## Legisladores que no buscarán la reelección

### Senado
| Partido                 | Partido | Senador                | Circunscripción | Primera elección                                                    | Notas                                        |
| ----------------------- | ------- | ---------------------- | --------------- | ------------------------------------------------------------------- | -------------------------------------------- |
|                         | PPD     | Rubén Soto Rivera      | Arecibo III     | 2020                                                                | Candidato a representante por el distrito 11 |
| Ada García Montes       | PPD     | Mayagüez IV            | 2020            | Precandidata a alcaldesa de Rincón                                  |                                              |
| Rosamar Trujillo Plumey | PPD     | Humacao VII            | 2020            | Candidata a alcaldesa de Humacao                                    |                                              |
| Javier Aponte Dalmau    | PPD     | Carolina VIII          | 2020            | Derrotado en las primarias como candidato a senador por acumulación |                                              |
| Juan Zaragoza           | PPD     | Acumulación            | 2020            | Precandidato a gobernador                                           |                                              |
|                         | PNP     | William Villafañe      | Acumulación     | 2019                                                                | Candidato a comisionado residente            |
|                         | MVC     | Ana Irma Rivera Lassén | Acumulación     | 2020                                                                | Candidata a comisionada residente            |
| Rafael Bernabe Riefkohl | MVC     | 2020                   | Acumulación     | Candidatura invalidada por el Tribunal Supremo                      |                                              |

### Cámara de Representantes
| Partido                   | Partido | Representante             | Circunscripción | Primera elección                               | Notas                              |
| ------------------------- | ------- | ------------------------- | --------------- | ---------------------------------------------- | ---------------------------------- |
|                           | PPD     | Rafael "Tatito" Hernández | Distrito 11     | 2008                                           | Precandidato a alcalde de Dorado   |
| Eladio Cardona            | PPD     | Distrito 16               | 2020            | Candidato a alcalde de San Sebastián           |                                    |
| Jocelyne Rodríguez Negrón | PPD     | Distrito 19               | 2020            | Precandidata a alcaldesa de Mayagüez           |                                    |
| Lydia Méndez Silva        | PPD     | Distrito 21               | 1996            | Retiro                                         |                                    |
| Jesús Manuel Ortiz        | PPD     | Acumulación               | 2016            | Candidato a gobernador                         |                                    |
|                           | PNP     | Yazzer Morales Díaz       | Distrito 9      | 2020                                           | Derrotado en primarias             |
| José González Mercado     | PNP     | Distrito 14               | 2017            | Candidato a alcalde de Arecibo                 |                                    |
| Ángel Bulerín             | PNP     | Distrito 37               | 1992            | Retiro                                         |                                    |
| José "Quiquito" Meléndez  | PNP     | Acumulación               | 2011            | Precandidato a comisionado residente           |                                    |
|                           | MVC     | José Bernardo Márquez     | Acumulación     | 2020                                           | Candidato a senador por Bayamón II |
| Mariana Nogales Molinelli | MVC     | 2020                      | Acumulación     | Candidatura invalidada por el Tribunal Supremo |                                    |

## Resultados

### Senado
|  | 0.00 % |

|  | 0.00 % |

|  | 0.00 % |

|  | 0.00 % |

|  | 0.00 % |

|  | 0.00 % |

|  | 0.00 % |

|  | 0.00 % |

|  | 0.00 % |

|  | 0.00 % |

|  | 0.00 % |

|  | 0.00 % |

|  | 100 % |

|  | 100 % |

### Cámara de Representantes
|  | 0.00 % |

|  | 0.00 % |

|  | 0.00 % |

|  | 0.00 % |

|  | 0.00 % |

|  | 0.00 % |

|  | 0.00 % |

|  | 0.00 % |

|  | 0.00 % |

|  | 0.00 % |

|  | 0.00 % |

|  | 0 % |

|  | 100 % |

|  | 100 % |

## Resultados por Distrito Senatorial
|  | 21.40 % |

|  | 21.10 % |

|  | 18.69 % |

|  | 17.03 % |

|  | 11.35 % |

|  | 10.44 % |

|  | 100 % |

|  | 22.04 % |

|  | 22.00 % |

|  | 14.47 % |

|  | 11.57 % |

|  | 10.40 % |

|  | 10.11 % |

|  | 4.83 % |

|  | 4.56 % |

|  | 100 % |

|  | 0.00 % |

|  | 0.00 % |

|  | 0.00 % |

|  | 0.00 % |

|  | 0.00 % |

|  | 0.00 % |

|  | 0.00 % |

|  | 0.00 % |

|  | 100 % |

|  | 0.00 % |

|  | 0.00 % |

|  | 0.00 % |

|  | 0.00 % |

|  | 0.00 % |

|  | 0.00 % |

|  | 0.00 % |

|  | 0.00 % |

|  | 100 % |

|  | 0.00 % |

|  | 0.00 % |

|  | 0.00 % |

|  | 0.00 % |

|  | 0.00 % |

|  | 0.00 % |

|  | 0.00 % |

|  | 0.00 % |

|  | 100 % |

|  | 0.00 % |

|  | 0.00 % |

|  | 0.00 % |

|  | 0.00 % |

|  | 0.00 % |

|  | 0.00 % |

|  | 0.00 % |

|  | 0.00 % |

|  | 100 % |

|  | 0.00 % |

|  | 0.00 % |

|  | 0.00 % |

|  | 0.00 % |

|  | 0.00 % |

|  | 0.00 % |

|  | 0.00 % |

|  | 0.00 % |

|  | 100 % |

|  | 0.00 % |

|  | 0.00 % |

|  | 0.00 % |

|  | 0.00 % |

|  | 0.00 % |

|  | 0.00 % |

|  | 0.00 % |

|  | 0.00 % |

|  | 100 % |

|  | 0.00 % |

|  | 0.00 % |

|  | 0.00 % |

|  | 0.00 % |

|  | 0.00 % |

|  | 0.00 % |

|  | 6.88 % |

|  | 0.00 % |

|  | 0.00 % |

|  | 0.00 % |

|  | 0.00 % |

|  | 0.00 % |

|  | 0.00 % |

|  | 0.00 % |

|  | 0.00 % |

|  | 0.00 % |

|  | 100 % |

## Resultados por Distrito Representativo
|  | 45.97 % |

|  | 33.09 % |

|  | 17.62 % |

|  | 3.32 % |

|  | 100 % |

|  | 36.31 % |

|  | 34.48 % |

|  | 23.94 % |

|  | 5.28 % |

|  | 100 % |

|  | 41.88 % |

|  | 38.84 % |

|  | 19.28 % |

|  | 100 % |

|  | 35.15 % |

|  | 34.07 % |

|  | 25.80 % |

|  | 4.99 % |

|  | 100 % |

|  | 48.08 % |

|  | 22.75 % |

|  | 21.67 % |

|  | 7.50 % |

|  | 100 % |

|  | 49.71 % |

|  | 21.63 % |

|  | 20.07 % |

|  | 8.58 % |

|  | 100 % |

|  | 46.23 % |

|  | 22.50 % |

|  | 22.35 % |

|  | 8.93 % |

|  | 100 % |

|  | 48.02 % |

|  | 22.46 % |

|  | 20.56 % |

|  | 8.96 % |

|  | 100 % |

|  | 46.06 % |

|  | 30.67 % |

|  | 11.80 % |

|  | 11.47 % |

|  | 100 % |

|  | 42.07 % |

|  | 35.42 % |

|  | 14.15 % |

|  | 8.36 % |

|  | 100 % |

|  | 43.21 % |

|  | 42.55 % |

|  | 14.25 % |

|  | 100 % |

|  | 40.25 % |

|  | 36.85 % |

|  | 11.89 % |

|  | 7.73 % |

|  | 3.28 % |

|  | 100 % |

|  | 45.79 % |

|  | 32.97 % |

|  | 11.97 % |

|  | 9.27 % |

|  | 100 % |

|  | 43.01 % |

|  | 38.40 % |

|  | 10.18 % |

|  | 8.42 % |

|  | 100 % |

|  | 51.61 % |

|  | 29.35 % |

|  | 10.93 % |

|  | 8.12 % |

|  | 100 % |

|  | 39.61 % |

|  | 34.51 % |

|  | 16.54 % |

|  | 9.33 % |

|  | 100 % |

|  | 45.70 % |

|  | 36.24 % |

|  | 9.26 % |

|  | 8.79 % |

|  | 100 % |

|  | 0.00 % |

|  | 0.00 % |

|  | 0.00 % |

|  | 0.00 % |

|  | 100 % |

|  | 0.00 % |

|  | 0.00 % |

|  | 0.00 % |

|  | 0.00 % |

|  | 0.00 % |

|  | 100 % |

|  | 0.00 % |

|  | 0.00 % |

|  | 0.00 % |

|  | 0.00 % |

|  | 0.00 % |

|  | 100 % |

|  | 0.00 % |

|  | 0.00 % |

|  | 0.00 % |

|  | 0.00 % |

|  | 100 % |

|  | 0.00 % |

|  | 0.00 % |

|  | 0.00 % |

|  | 100 % |

|  | 0.00 % |

|  | 0.00 % |

|  | 0.00 % |

|  | 0.00 % |

|  | 0.00 % |

|  | 100 % |

|  | 44.43 % |

|  | 33.78 % |

|  | 10.99 % |

|  | 10.80 % |

|  | 100 % |

|  | 42.45 % |

|  | 35.38 % |

|  | 13.75 % |

|  | 8.42 % |

|  | 100 % |

|  | 0.00 % |

|  | 0.00 % |

|  | 0.00 % |

|  | 100 % |

|  | 0.00 % |

|  | 0.00 % |

|  | 0.00 % |

|  | 0.00 % |

|  | 100 % |

|  | 0.00 % |

|  | 0.00 % |

|  | 0.00 % |

|  | 100 % |

|  | 46.94 % |

|  | 35.12 % |

|  | 17.94 % |

|  | 100 % |

|  | 44.32 % |

|  | 43.28 % |

|  | 12.41 % |

|  | 100 % |

|  | 35.38 % |

|  | 34.76 % |

|  | 22.58 % |

|  | 7.28 % |

|  | 100 % |

|  | 40.58 % |

|  | 37.73 % |

|  | 13.41 % |

|  | 8.28 % |

|  | 100 % |

|  | 52.30 % |

|  | 29.51 % |

|  | 12.89 % |

|  | 5.31 % |

|  | 100 % |

|  | 47.62 % |

|  | 42.80 % |

|  | 9.57 % |

|  | 100 % |

|  | 42.93 % |

|  | 37.58 % |

|  | 9.78 % |

|  | 9.71 % |

|  | 100 % |

|  | 50.20 % |

|  | 29.51 % |

|  | 10.66 % |

|  | 9.63 % |

|  | 100 % |

|  | 40.64 % |

|  | 36.58 % |

|  | 12.41 % |

|  | 10.37 % |

|  | 100 % |

|  | 50.12 % |

|  | 30.40 % |

|  | 19.47 % |

|  | 100 % |

|  | 36.86 % |

|  | 33.53 % |

|  | 18.55 % |

|  | 11.06 % |

|  | 100 % |

|  | 34.76 % |

|  | 32.47 % |

|  | 24.64 % |

|  | 8.13 % |

|  | 100 % |

|  | 16.84 % |

|  | 14.80 % |

|  | 7.66 % |

|  | 7.44 % |

|  | 6.73 % |

|  | 6.73 % |

|  | 6.63 % |

|  | 6.56 % |

|  | 6.55 % |

|  | 6.38 % |

|  | 6.37 % |

|  | 6.18 % |

|  | 1.13 % |

|  | 100 % |